# VAB Mephisto
Le VAB Mephisto ou VAB HOT est un véhicule blindé chasseur de chars, dérivé du VAB, équipant notamment l'armée de terre française. MEPHISTO peut signifier : Module Élévateur Panoramique Hot Installé Sur Tourelle Orientable.
Il a la particularité d'être équipé d'un poste de tir de missile sol-sol anti-char HOT 2 pouvant perforer jusqu'à 900 mm de blindage, d'une portée, selon la version, de 4 000 ou 4 250 mètres avec pour armement secondaire d'une AN F1 de 7,62 × 51 mm Otan montée sur tourelleau STB52V.
Il s'agit d'un système d'armes complet. Son équipage se compose d'un chef de pièce, d'un pilote, d'un tireur et d'un observateur-chargeur.

## Description
Le système de tir se compose d'un module élévateur incluant quatre rampes de lancement des missiles, de deux barillets de chargement de quatre missiles chacun (soit douze missiles HOT emportés au total) et d'un viseur gyrostabilisé. Le véhicule à une hauteur de 2,54 m le viseur rentré, 2,99 m le viseur sorti et 3,27 m le module sorti.
Il est équipé, pour le tir de nuit, d'un dispositif de visée nocturne MEPHIRA permettant un tir entre 600 et 3 000 mètres, une détection à 4 000 mètres et une identification à 1 500 mètres.

## Historique

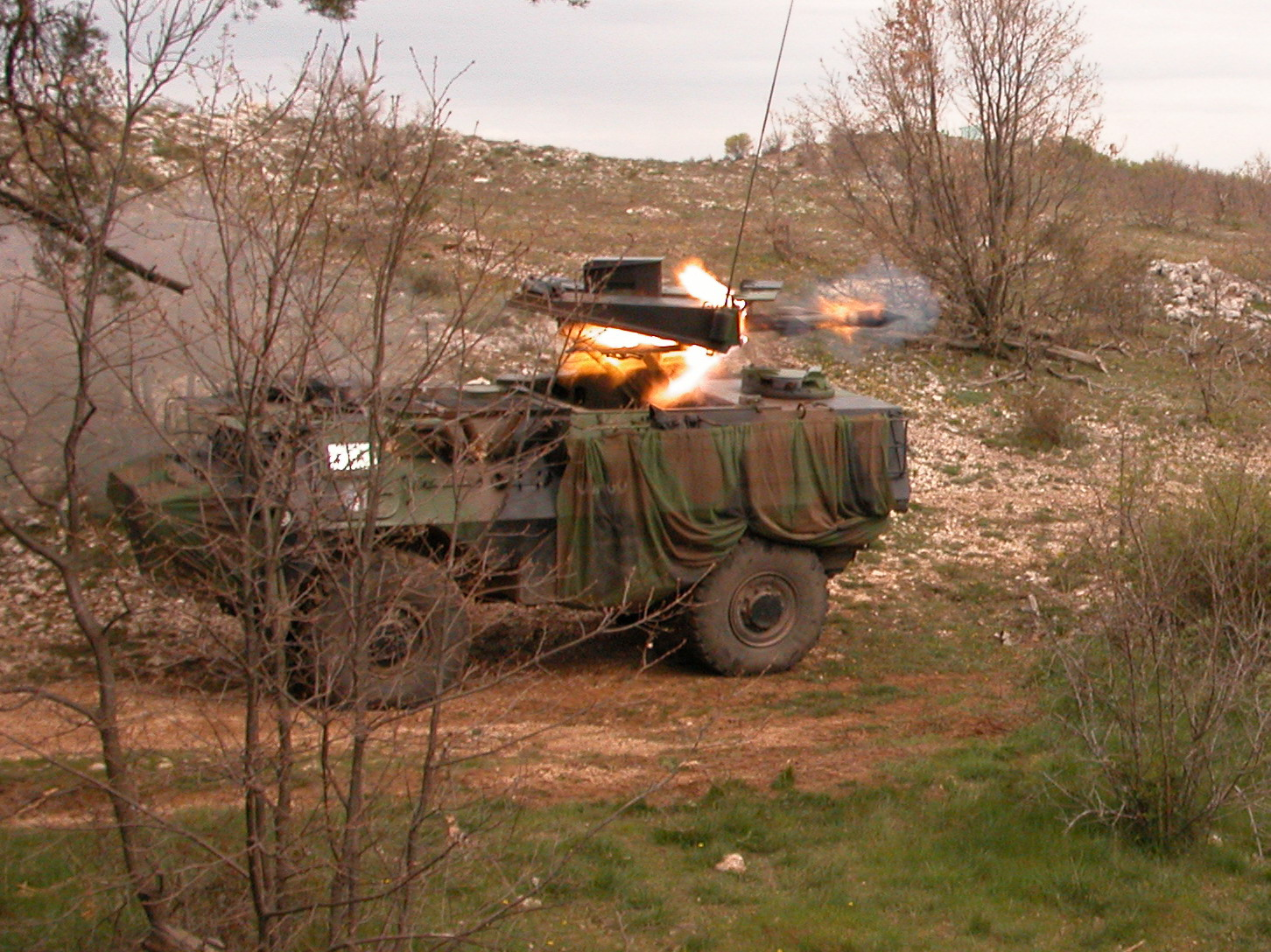
Tir depuis un VAB du 2e régiment étranger d'infanterie.

Le VAB Mephisto entra en production au début des années 1980, avec une commande initiale de 135 véhicules pour l’Armée française.
La première Compagnie Antichar (CAC) avec ce système d'arme fut créée au début des années 1980 dans l'Armée Française. Elle avait pour nom "CAC 3" car elle était formée au sein de la 3e division blindée faisant partie des forces françaises en Allemagne. Ses effectifs provenaient pour moitié du 110e RI (effectif MILAN) et du 19e GC (effectif AMX-13 canon-SS.11). Elle fut pendant longtemps stationnée à Donaueschingen. Sa première mission fut "d'inventer, tester et développer toute la partie opérationnelle de l'engin en partant de la pièce jusqu'à l'utilisation de la compagnie constituée. Elle était à disposition directe de l’état-major de la D.B. et avait reçu le surnom affectueux de Pompiers du champ de bataille. 
Les six divisions blindées en service en 1989 disposent chacune d'une compagnie antichar divisionnaire équipée de 12 VAB Hot (rattachée pour administration à un régiment d'infanterie) depuis la loi de programmation no 87-343 du 22 mai 1987 relative à l'équipement militaire pour les années 1987-1991. 
La dernière CAC qui appartenait au 2e régiment étranger d'infanterie et organisé en quatre sections de quatre VAB HOT soit seize engins a été dissoute le 6 mai 2010. Les VAB Mephisto ont été rendus à l'arme blindée cavalerie.
Ce système d'arme a été utilisé par la Division Daguet à vingt-quatre unités (provenant des CAC des 1er régiment de spahis et 1er régiment étranger de cavalerie), qui tireront une soixantaine de missiles avec celui-ci lors de l'opération Tempête du désert de février 1991 sur, entre autres, les retranchements de la base aérienne d’As Salman.   
En 2011, 30 exemplaires sont en parc dans l'armée française, chiffre stable en 2015 mais ils sont absents de l'ordre de bataille en 2019.

## Utilisateurs
- France : Armée de terre française; 135 unités commandées à l'origine, retirées dans les années 2010.
- Liban : Forces terrestres libanaises, 15 unités données par la France à partir du 30 mai 2017[11]. 10 unités livrées par la France le mardi 27 novembre 2018 équipées de 96 missiles antichar HOT, annonce de la fourniture de 10 autres engins, certains servant de réserves de pièces détachées[12].
- Maroc : Armée royale, 32 unités[13]

## Notes et références

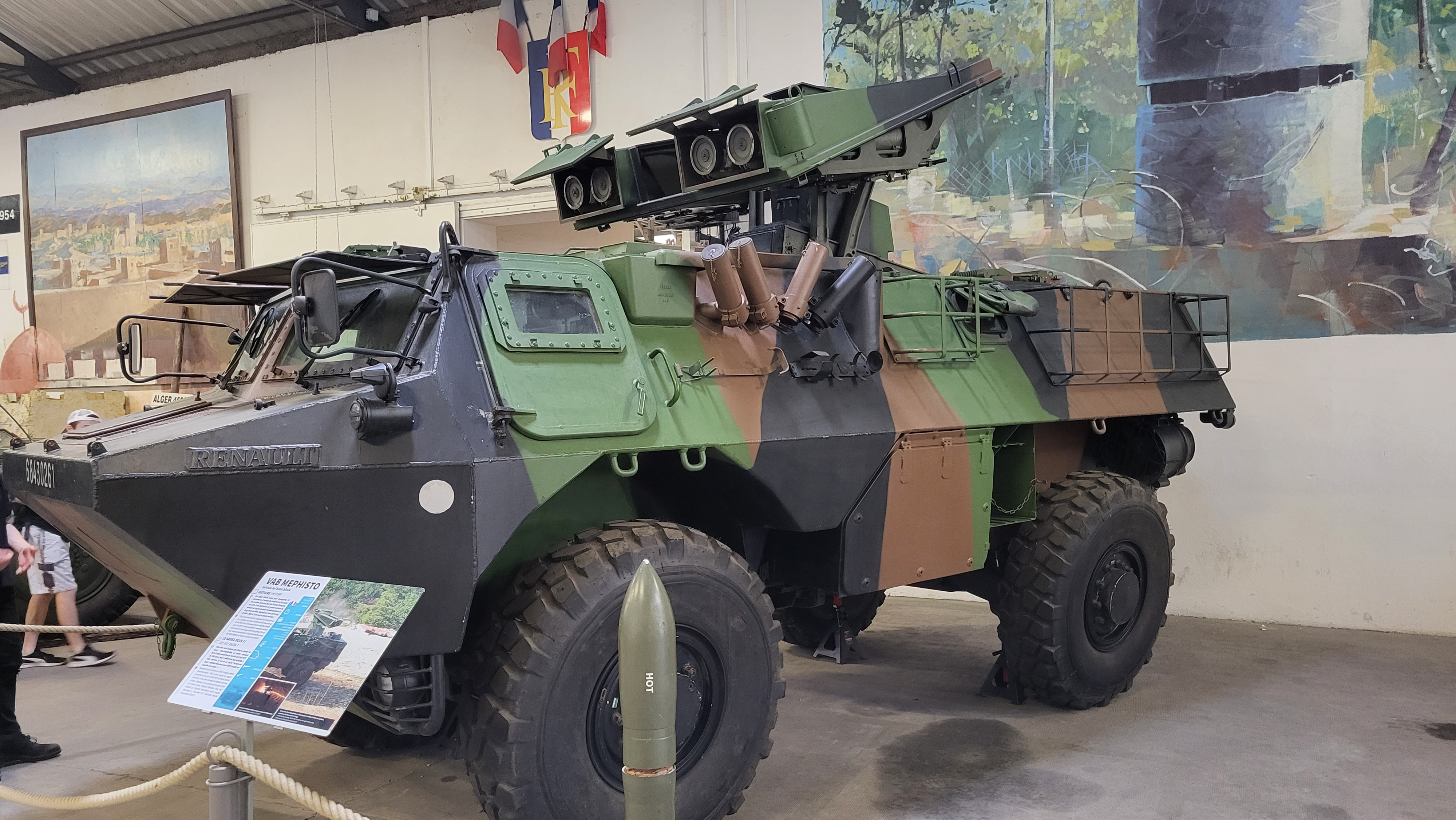
VAB Mephisto au Musée des Blindées de Saumur